# Toba Sea-Folk Museum
Das Toba Sea-Folk Museum (englisch für japanisch 鳥羽市立海の博物館 Toba-shiritsu umi no hakubutsukan, ~„Meeresmuseum der Stadt Toba“) ist ein japanisches Museum. Es liegt etwa 10 Kilometer südlich der Stadt Toba in Uramura in der Präfektur Mie. Das Museum widmet sich der Geschichte und der Bewahrung der Fischereitradition und -kultur von Toba. Schwerpunkte bilden die Beziehung zwischen Mensch und Meer und die Geschichte der Ama-Frauen.
Das Museum wurde mehrfach ausgezeichnet, darunter mit dem Award of Architectural Institute of Japan, vergeben vom Architectural Institute of Japan.

## Geschichte
Das Toba Sea-Folk Museum wurde 1971 als nicht öffentliches Museum gegründet. Seitdem widmet es sich der Sammlung antiker Fischereiausrüstung der Fischerdörfer der Präfektur Mie und betreibt Forschungen zu den Traditionen und der Religion der Fischer, die in der Region leben. Im Jahr 1985 war das Museum im Besitz von ungefähr 6000 Ausstellungsstücken, die die Fischereitradition in Toba und antike Fischereiausrüstung zum Thema hatten. Dafür erhielt es in jenem Jahr die Auszeichnung „Important Tangible Folk Cultural Properties“ (wichtiges materielles Volkskulturgut), vergeben von Japans Agency for Cultural Affairs.
Im Jahr 1993 wurde das Museum für die Allgemeinheit geöffnet, nachdem es nach sechs Jahren Planungs- und Bauzeit in Uramura, außerhalb von Toba fertiggestellt wurde.

## Architektur

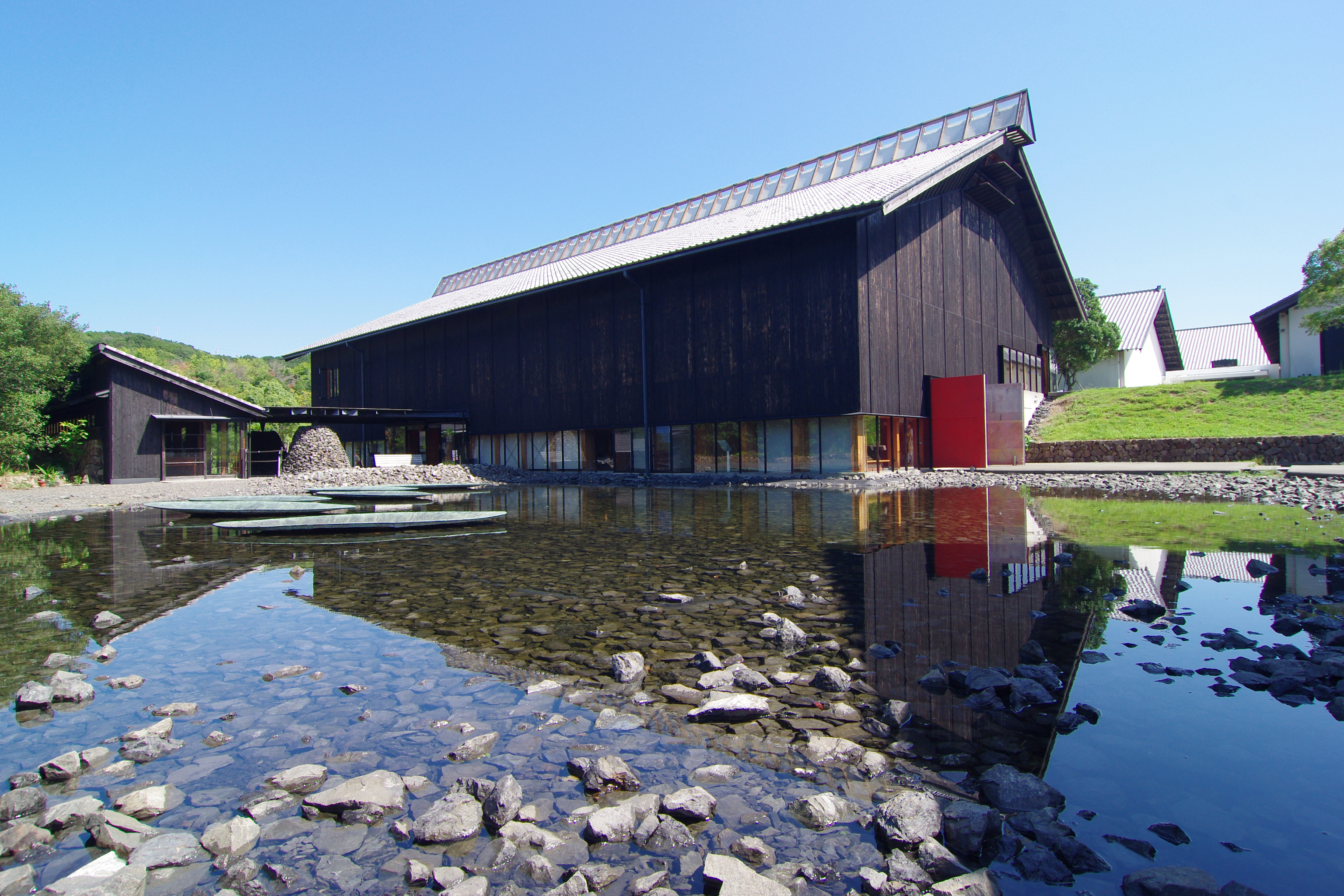
Architektur: Ausstellungshalle mit mittigem Oberlicht und markanter roter Tür

Das Museum wurde vom japanischen Architekten Hiroshi Naito entworfen und gilt als Beispiel für das japanische Holzhandwerk. Das 18,5 m breite Dach besteht aus Brettschichtbindern. Die Fläche des Sammlungsraums beträgt 2,026㎡, die der Ausstellungshalle 1,898㎡. Ein mittiges Oberlicht beleuchtet die darunter liegende Ausstellungshalle, in der Fischerboote und andere Exponate präsentiert werden. Die Brettschichtbinder des großflächigen Dachs spielen nach dem Magazin ArchEyes auf die Kraft und Flexibilität der früheren Seeleute vor Ort an. Mit der Verwendung von Holz und Stahlbeton im Sammlungsraum und der Ausstellungshalle wird eine wahrnehmbare Verbindung zur Natur geschaffen und die Architektur des Museums in den kulturellen und ökologischen Zusammenhang der Region eingebettet.
Die Innenräume des Museums prägen unterschiedliche Deckenhöhen und gewundene Wege. Offene und geschlossene Räume wechseln sich harmonisch ab und symbolisieren, so das Magazin ArchEyes, Ebbe und Flut des Meeres.

## Ausstellung
Die Ausstellung gliedert sich in sieben Bereiche, die auf die Ausstellungshallen A und B verteilt sind.

### Ausstellungshalle A

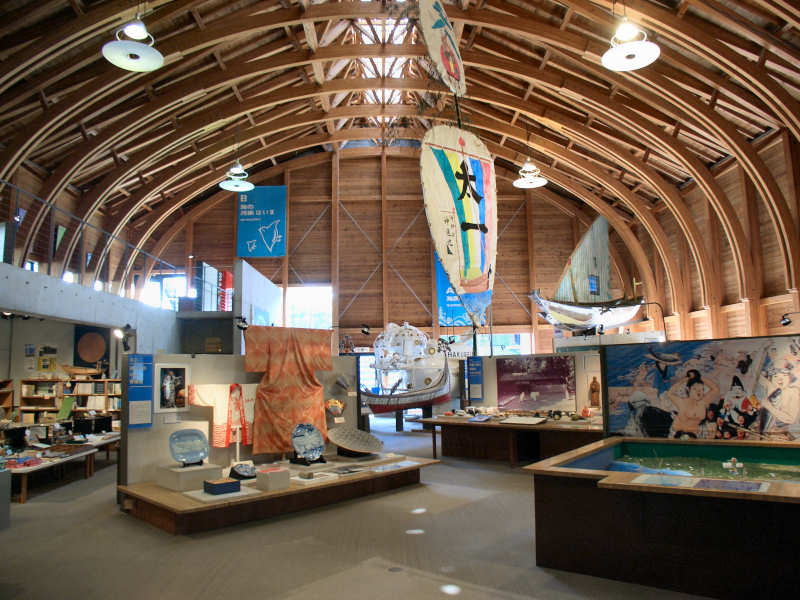
Ausstellung im Innenbereich

In der Ausstellungshalle A werden die Themen Traditionen der Meeresanwohner, deren Glauben und Feste, und die Meeresverschmutzung thematisiert. Im Themenbereich „Traditionen der Meeresanwohner“ können zum Beispiel Abalonen, die in Japan als Delikatesse gelten, und Angelhaken sowie andere Gerätschaft, die von den Toba Shirahama ruins stammen und dort ausgegraben wurden, besichtigt werden. Auch auf Kuki Yoshitaka Japans ersten Marinekommandeur, der in Shima und Toba wirkte, wird eingegangen. Ein U-Boot, namens Mobby Dick, das nach der Idee eines Fischers aus Kamishima, Toba City, konstruiert wurde, lädt zur Betrachtung ein.
Der Themenbereich Glauben und Feste der Meeresanwohner basiert auf dem Glauben der dort lebenden Menschen, dass in jeder natürlichen Erscheinung des Meeres acht Millionen Götter leben. Die Götter werden ehrfürchtig verehrt und bei Meeresfesten bitten die Menschen sie um reichen Fang und sichere Seefahrt. Die Ausstellung geht auf das Sanbaso -Tanzen auf dem Meer zu Neujahr ein, bringt den Besuchern das Drachenbootrennen näher ebenso wie das Bogenschießen, ein Ritual in Fischerdörfern. Auch mit dem Gott Ebisu der Glück und reiche Ernte verspricht, werden die Besucher vertraut gemacht.
Der Ausstellungsbereich Meeresverschmutzung nimmt besonders Probleme im Zusammenhang mit industrieller Abwassereinleitung und Landgewinnungsprojekten in den Blick. Folge hiervon sind die Zerstörung von Wattflächen und Flachwasserzonen, in denen Algen beheimatet sind. Meeresbewohnern, die auf diese Habitate angewiesen sind, wird damit die Lebensgrundlage entzogen. Von diesem Bereich geht der Appell aus, dass es ansteht, die Meere zu retten.

### Ausstellungshalle B

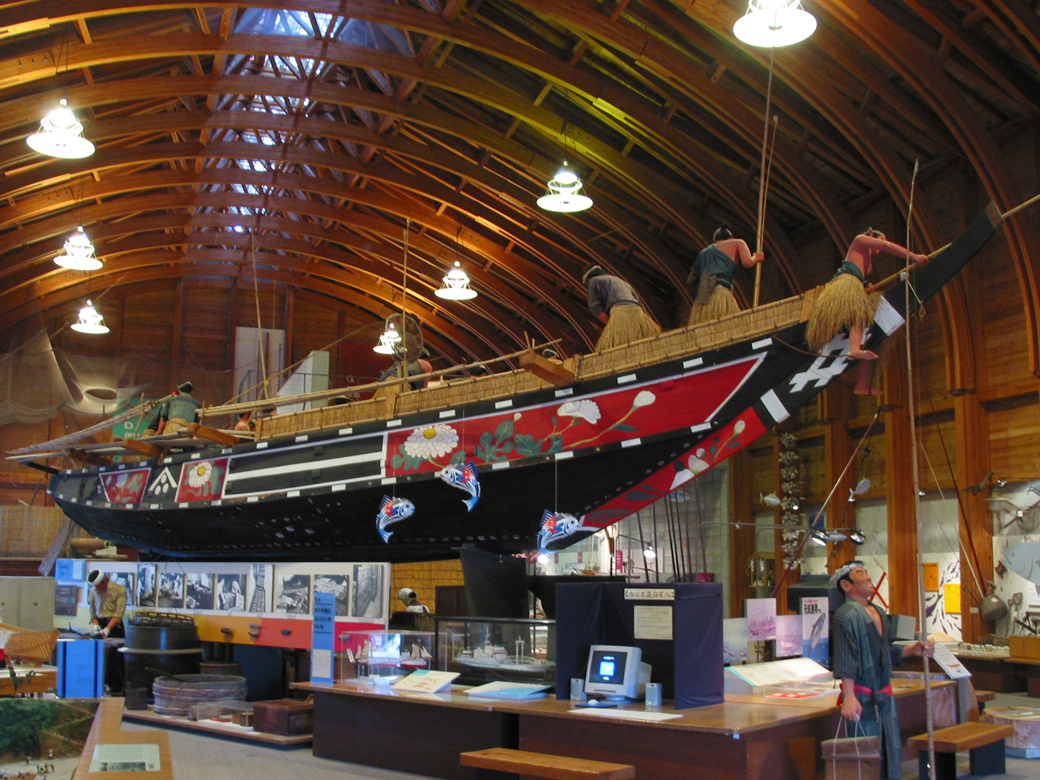
Ausstellungshalle B

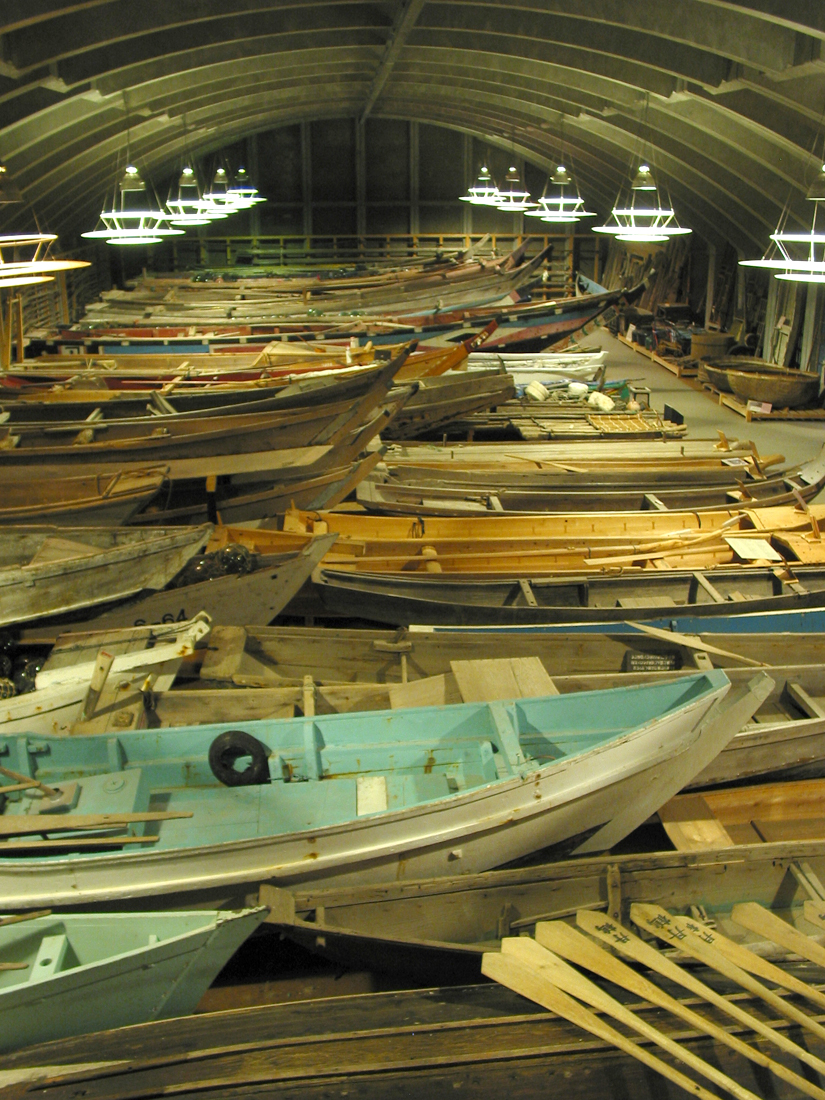
Schiffsausstellung

In der Halle B befinden sich die Themenbereiche Ama-Taucher in Shima, Fischerei in der Ise-Bay, Fischerei in Shima und Kumano und Holzboot und Navigation.
Nach einer Erhebung des Museums 2022 leben auf der Shima-Halbinsel ungefähr 514 Taucherinnen, die nach Abalonen, Turban-Muscheln und auch Algen tauchen. Es gibt Bestrebungen, die Kultur der weiblichen Taucher, der Ama, als Weltkulturerbe bei der UNESCO zu registrieren.
In der Ausstellung werden die Fischereimethoden der Ama aus historischer Perspektive dargestellt, ebenso wie die verwendeten Werkzeuge. Unter anderem wird auf die Symbole Seiman, ein Sternsymbol, und Doman, ein Gittermustersymbol, eingegangen. Sie sind oft auf Handtüchern angebracht und gelten für die Ama als Talisman.
Die Fischerei in der ise-Bay bot seit der Antike Fischern eine Lebensgrundlage. Durch Umweltprobleme wird dies in der Gegenwart in Frage gestellt. Die Ausstellung geht unter anderem auf die Fische, die dort gefangen werden können ein, wie zum Beispiel den Schellfisch als auch auf spezifische Fangmethoden.
Der Bereich Fischerei in Shima und Kumano vermittelt Kenntnisse zu speziellen Fischfangweisen. Beispiele sind das Bonito-Thunfischangeln, das mit einer einzigen Leine gehandhabt wird, der Fang von Garnelen mit Kiemennetzen und auch Walfangstrategien. Verschiedene künstliche Köder können ebenfalls besichtigt werden.
Bis vor fünfzig Jahren waren japanischen Fischerboote aus Holz. gefertigt. Auf dem japanischen Archipel war der Beruf des Schiffbauers weit verbreitet. Der Rumpf dieser Boote bestand aus Zedernholz und wurde unter anderem mit Holz von Zypressen, Eichen und Kiefern ergänzt. In dem Bereich Holzboot und Navigation.können 80 Holzboote besichtigt werden.

## Auszeichnungen
- Japan Inter-Design Forum Prize verliehen von Japan Inter design Forum
- Award of Architectural Institute of Japan verliehen von Architectural Institute of Japan
- Award of Public Building verliehen vom The Ministry of Construction.[1]